# Rubus obvallatus
Rubus obvallatus är en rosväxtart som beskrevs av Jean Nicolas Boulay, Amp; Gillot och Léon Gaston Genevier. Rubus obvallatus ingår i släktet rubusar, och familjen rosväxter. Utöver nominatformen finns också underarten R. o. peruncinatus.